# Agência Europeia de Reconstrução
A Agência Europeia de Reconstrução (sigla: AER) é um organismo da União Europeia que visa gerir programas da UE deajuda à reconstrução e ao desenvolvimento económico e social de países devastados pela guerra na região dos Balcãs. A sua sede localiza-se em Salonica, na Grécia.